# Phaonia wahlbergi
Phaonia wahlbergi är en tvåvingeart som beskrevs av Ringdahl 1930. Phaonia wahlbergi ingår i släktet Phaonia och familjen husflugor. Arten är reproducerande i Sverige. Inga underarter finns listade i Catalogue of Life.